# Achy Jakey Heart: Part 1
Es el episodio número 35 de la serie Hannah Montana y el episodio número 9 de la temporada 2. Transmitido oficialmente el 24 de junio de 2007.

## Trama
Jake Ryan esta de regreso en Malibu. Ha terminado su grabación en Rumania y está decidido a continuar con su relación con Miley, pero cuando este llega se da cuenta de la realidad: Miley ya no está interesado en él.
Esto sucede porque Miley está molesta de que la haya besado y después se haya ido 6 meses.
Una vez sabiendo esto, Jake se decide a intentar reconquistar el amor de Miley enviándole cientos de regalos. En un intento desesperado Jake va a casa de Miley a pedirle una oportunidad, una cita con él, Miley acepta diciéndole que ese día en la noche sería, pero Jake ya tiene un compromiso de ir a la premier de su película con su pareja del largometraje, Miley enojada lo corre de su casa.
Ese mismo día en la noche, Miley, Robbie, y Lilly están viendo por TV la alfombra roja de la premier de la película de Jake; El llega acompañado de su pareja y un reportero le hace una entrevista preguntándole si es su novia, el responde que no, que en realidad "Está enamorado de una chica llamada Miley Stewart", Miley al ver eso se conmueve y su amor por Jake regresa y decide ir al lugar de la premier a esperarlo.
Una vez que Jake sale de la premier, Miley se acerca a él y se besan, la prensa logra tomar fotografías y al día siguiente está publicado en todos lados la nueva relación de Jake con Miley.
Lilly le comenta a Miley, que Hannah de por sí es famosa y ahora con eso Miley también lo será, pero ella responde que no es así, que todo seguirá normal. En eso llega su archienemiga Ashley a su casa a quere hacerse amiga de Miley ya que ahora ella es novia del famoso Jake Ryan y su popularidad aumenta, pero en ese instante llega también Amber con el mismo propósito, y las 2 se empiezan a pelear por la amistad de Miley.
Mientras todo eso sucede Jackson es despedido por Rico por lo que el pone su negocio en la playa para competir contra rico pero no le salen las cosas bien y falla en su primer día. Pero Oliver se hace su socio y empiezan a vender queso fundido con galletas (receta de la mama de Oliver) y es todo un éxito por lo que Rico siente envidia y pretende robarse la receta.
Ese día en la noche, Jake y Miley están en medio de su cita en la playa, Jake le dice a Miley que nombró una estrella como ella y le entrega su certificado. Jake le dice a Miley que nunca se había sentido tan bien con una chica por lo que siente toda la confianza de confesarle su único secreto, su verdadero nombre es Leslie. Después de esto Jake le dice a Miley que ahora si ya no hay secretos entre ellos y que todo estará bien, pero Miley sabe que le oculta la otra mitad de su vida, por lo que la situación le incomoda.
De regreso a casa de Miley, Jake se despide de ella muy rápido e incómodamente porque Robbie los estaba observando. Cuando Jake se va Miley y Robbie entran a la casa, ella le dice a Robbie que Jake fue totalmente honesto con ella pero debido al secreto de Hannah ella no puede ser igual, por lo que se siente muy mal. Robbie le dice que puede decirle la verdad o no, que es su decisión.
Al día siguiente Hannah Montana va a leer un cuento a un Kinder, como parte del programa "Leeyendo con las estrellas" el cuento es acerca de honestidad, Hannah se incomoda debido a que el asunto de su doble vida con Jake no la deja en paz, al final termina en un desastre porque les dice a los niños que a veces es necesario mentir, que sus papas les mienten a ellos, porque les han dicho que algún día serán presidentes pero que eso no es verdad.
Ese día en la noche Miley cita a Jake en la playa, ella llega con una gabardina, en eso Jake aparece, Miley le dice " Fuiste totalmente honesto conmigo, pero yo también tengo un secreto y no se como lo vayas a tomar" a lo que Jake le responde "Oh vamos que tan malo puede ser, no estas casada? verdad?" Miley ríe y responde "No, no estoy casada y tampoco Hannah Montana" se da media vuelta saca la peluca de su gabardina se la pone y le dice "Yo soy Hannah Montana".
En ese momento termina el capítulo y se muestran los títulos de "Continuara...".

## Curiosidades
- El título de este episodio es referencia clara de una canción de Bill Ray Cyrus (Padre de Miley Cyrus en la serie y en la vida real) "Achey Breaky Heart".

- Es el primer episodio de la serie en ser dividido en 2 partes.

## Personajes del Episodio
- Miley Stewart :Hannah Montana (Miley Cyrus)
- Lilly Truscott: (Emily Osment)
- Oliver Oken: (Mitchel Musso)
- Jackson Stewart: (Jason Earles)
- Robby Ray Stewart: (Billy Ray Cyrus)
- Rico Suave: (Moises Arias)
- Jake Ryan: (Cody Linley)
- Amber Addison: (Shanica Knowles)
- Ashley Dewitt: (Anna Maria Pérez de Tagle)

- Datos: Q5843538